# Lee Ho-cheol
Pour les articles homonymes, voir Lee.
Yi Ho-cheol (hangeul : 이호철), né le 15 mars 1932 à Wonsan dans la province de Gangwon-do en Corée et mort le 18 septembre 2016, est un auteur sud-coréen. 

## Biographie
Yi Ho-cheol est né le 15 mars 1932 à Wonsan dans la province de Gangwon-do, actuellement en Corée du Nord. Il a vécu directement la tragédie du conflit idéologique ayant abouti à la division des deux Corées. Son père a refusé de coopérer avec les communistes du Nord et le régime a privé sa famille de tous leurs biens puis ils ont fini par être chassés de leur ville natale. Pendant la Guerre de Corée, Yi Ho-cheol a été enrôlé dans l'armée nord-coréenne et envoyé au front dans le Sud. Après la guerre, il rejoint sa famille dans sa ville natale, mais décide finalement de passer la frontière vers la Corée du Sud par ses propres moyens. Il a été un écrivain prolifique et un militant reconnu. Il a en effet participé au mouvement de la démocratie contre le régime dictatorial du président Park Chung-hee et a passé la plupart de son temps en prison durant les années 1970. Dans les années 1980, après que le général Chun Doo-hwan ait pris le pouvoir par un coup d’État, Lee Ho-Cheol a continué à lutter contre la dictature militaire en dépit des persécutions du gouvernement, et a participé activement à des organisations telle que l'Association des écrivains de littérature libre (Jayu silcheon munin hyeobuihoe).

## Œuvre
Yi Ho-cheol a fait ses débuts littéraires en 1955 avec son récit En quittant ma maison (Talhyang), et est principalement reconnu comme un écrivain directement lié aux pires épisodes de l'histoire en Corée et décrivant la réalité telle qu'elle est. Ses premières histoires ont exploré les conséquences émotionnelles de la guerre de Corée sur les individus et mis en lumière le conflit entre ceux qui ont tiré profit de la guerre et ceux qui ont été ruinés par elle. La division nationale est également devenue l'un de ses thèmes dans Panmunjeom (1961), l'histoire de la visite d'un journaliste sud-coréen dans la zone démilitarisée et sa brève mais chaleureuse rencontre avec une journaliste du Nord, est une de ses histoires les plus célèbres. Son récit traduit en français Gens du nord, gens du sud (Namnyeok saram bungnyeok saram) met aussi l'accent sur les questions de la division du point de vue d'un jeune soldat coréen. Il s'est également intéressé aux effets de la réussite économique imprévisible de la Corée du Sud, en écrivant notamment sur la nouvelle petite bourgeoisie et ses valeurs capitalistes et superficielles.

## Ouvrages
- 문학 예술 L'art de la littérature (1961)
- 소시민 Les petits bourgeois (1965)
- 사월과 빙원 Champ de glace en avril (1967)
- 탈향 En quittant ma maison (1972)
- 서울은 만원(滿員)이다 Seoul est bondé (1972)
- 이단자 Hétérodoxe (1974)
- 南風北風 Le vent du sud et le vent du nord (1975)
- 판문점 (板門店) Panmunjeom (1976)
- 남녘 사람 북녘 사람 Gens du sud, gens du nord (1996)

## Distinctions
- 1962 : Prix Dong-in pour 닳아지는 살들, Les peaux qui s'usent
- 1962 : Prix de Littérature Contemporaine (Hyundae Munhak) pour 板門店, Panmunjeom
- 1996 : Prix Daesan pour 남녘사람 북녁사람, Gens du sud, gens du nord